# 군산중앙고등학교
군산중앙고등학교(群山中央高等學校)는 대한민국 전북특별자치도 군산시 성산면 도암리에 위치한 사립 고등학교이다.

## 학교 연혁
- 1950년 10월 1일 : 군산광동학원 인수, 초대 원장 이종록 박사 취임
- 1955년 5월 2일 : 군산중앙고등기술학교 설립인가, 개교
- 1966년 11월 17일 : 군산중앙상업고등학교 설립인가
- 1974년 1월 19일 : 군산중앙상업고등학교와 군산수송고등학교 통합
- 1974년 1월 23일 : 군산중앙고등학교로 교명 변경
- 1997년 4월 1일 : 신축교사로 이전(군산시 성산면 도암리 608-9번지)
- 1997년 9월 18일 : 도서관 완공(3층)
- 1998년 7월 20일 : 학행관 완공
- 2005년 9월 16일 : 창지관(기숙사) 완공
- 2006년 12월 13일 : 인조잔디 운동장 준공
- 2007년 8월 31일 : 학교급식소 신축
- 2009년 5월 26일 : 자율학습실 신축
- 2010년 6월 7일 : 자율형사립고 지정 고시
- 2011년 6월 22일 : 창조관(기숙사)준공
- 2020년 3월 1일 : 일반계고등학교 전환
- 2020년 10월 27일 : 이승우 이사장 취임
- 2023년 9월 1일 : 제16대 교장 이성인 취임
- 2024년 1월 4일 : 제67회 졸업식 거행(졸업생 수 190명, 총 19,500명)

## 참고 자료
- 군산중앙고등학교 - 한국교육학술정보원 학교알리미